# Artaza-Escota
Artaza-Escota (en euskera, Artatza-Axkoeta y cooficialmente) es un concejo del municipio de Ribera Alta, en la provincia de Álava, País Vasco (España). Tiene una población estimada, en 2021, de 35 habitantes.

## Localidades
Forman parte del concejo las localidades de:
- Artaza (oficialmente Artaza/Artatza)
- Escota (oficialmente Escota/Axkoeta)

## Localización y acceso
El concejo se sitúa en la parte occidental de la provincia de Álava, 28 km al oeste de Vitoria y 25 km al norte de Miranda de Ebro.
Escota se sitúa en la carretera comarcal que comunica Pobes con Valdegovía, mientras que para llegar a Artaza hay que desviarse de dicha carretera por un camino vecinal.

## Etimología
- Artatza en euskera significa "encinar".
- Axkoeta en euskera significa "sitio de peñas".

Los nombres de los dos pueblos son topónimos de origen vasco. Existen otros pueblos llamados Artaza en Álava y Navarra. Su nombre significa "encinar". Escota por su parte aparece mencionado en los primeros textos medievales que lo nombran como Haizcoeta, que es traducible como "sitio de peñas". Los filólogos creen que estos dos pueblos pudieron marcar en el pasado el límite de extensión de la lengua vasca en los valles occidentales de Álava, ya que los topónimos vascos más al sur y al oeste son bastante escasos.

## Historia
Las dos localidades que la forman pertenecieron al municipio de Lacozmonte, pasando en 1927 a formar parte del de Ribera Alta. Son dos poblaciones que siempre han tenido muy pocos habitantes (en agosto del año 2005, Escota sólo tiene 4 vecinos y Artaza 10), lo que les impulsó a unirse en un mismo concejo. 

## Demografía
| Gráfica de evolución demográfica de Artaza-Escota entre 2000 y 2021 |
|                                                                     |
| Población de derecho según los censos de población del INE.         |

## Geografía física
El concejo está situado al pie de la sierra de Arcamo, en su vertiente meridional. La localidad de Artaza está en una ladera de poca elevación a 770 metros de altitud entre carrascales y la localidad de Escota está a media ladera y a menor altitud (660 m). Entre ambos pueblos hay 3 km de distancia. El fondo del valle que ocupan está poblado de campos de cereales y patatas.

## Patrimonio
Las iglesias de Artaza (Natividad) y Escota (Purísima Concepción) datan del románico pleno, aunque la de Artaza se quemó a finales del siglo XIX y tuvo que ser reconstruida conservando solo algún elemento de la iglesia original como la pila bautismal.